# Politique dans l'Eure
Le département français de l'Eure est un département créé le 4 mars 1790 en application de la loi du 22 décembre 1789, à partir de la majeure partie de l'ancienne province de Normandie. Les 585 actuelles communes, dont presque toutes sont regroupées en intercommunalités, sont organisées en 23 cantons permettant d'élire les conseillers départementaux. La représentation dans les instances régionales est quant à elle assurée par 18 conseillers régionaux. Le département est également découpé en 5 circonscriptions législatives et est représenté au niveau national par cinq députés et trois sénateurs. 

## Représentation politique et administrative

### Préfets et arrondissements

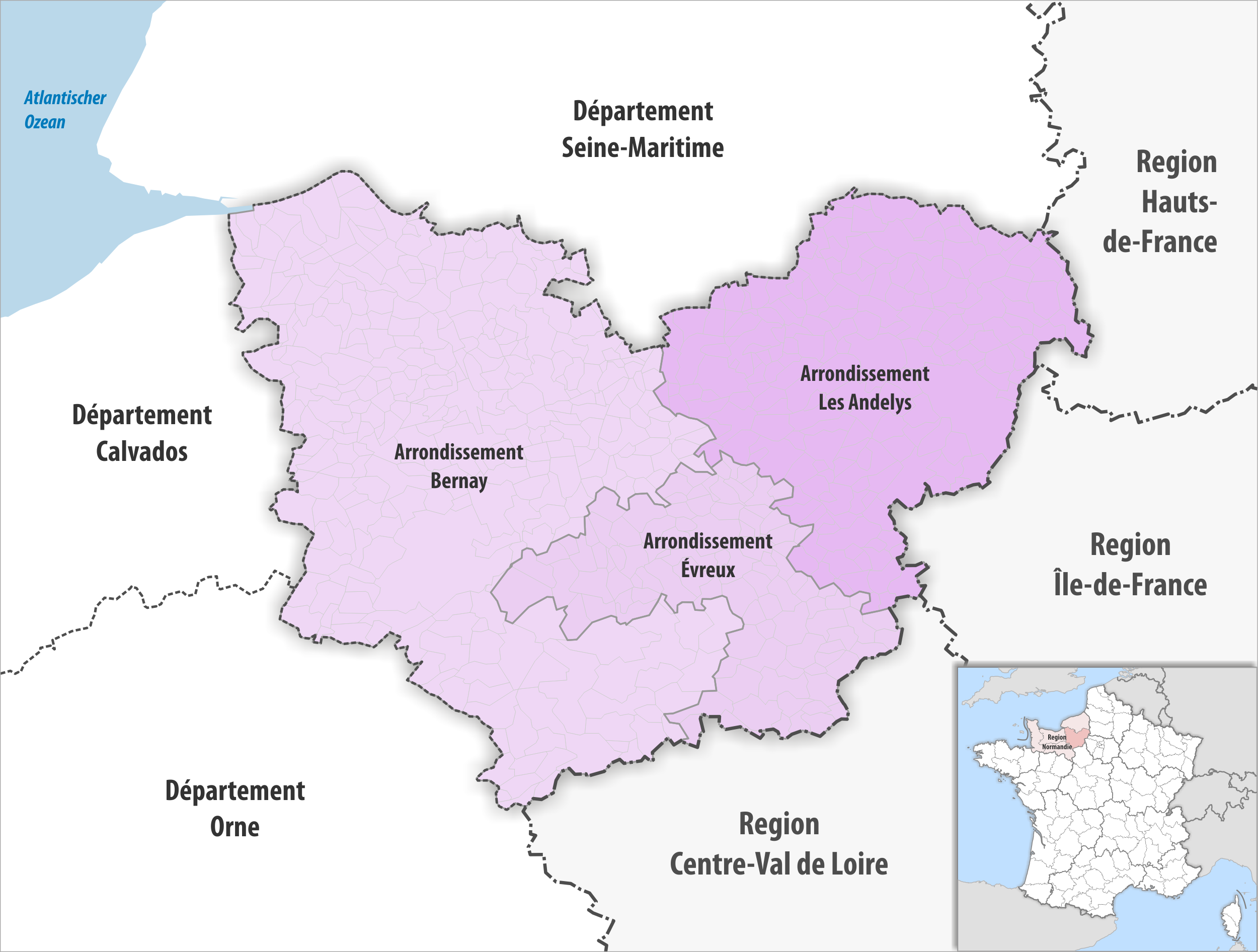
Arrondissements

La préfecture de l'Eure est localisée à Évreux. Le département possède en outre deux sous-préfectures aux Andelys et Bernay. En 1926, les arrondissements de Louviers et Pont-Audemer ont été supprimés.

### Députés et circonscriptions législatives

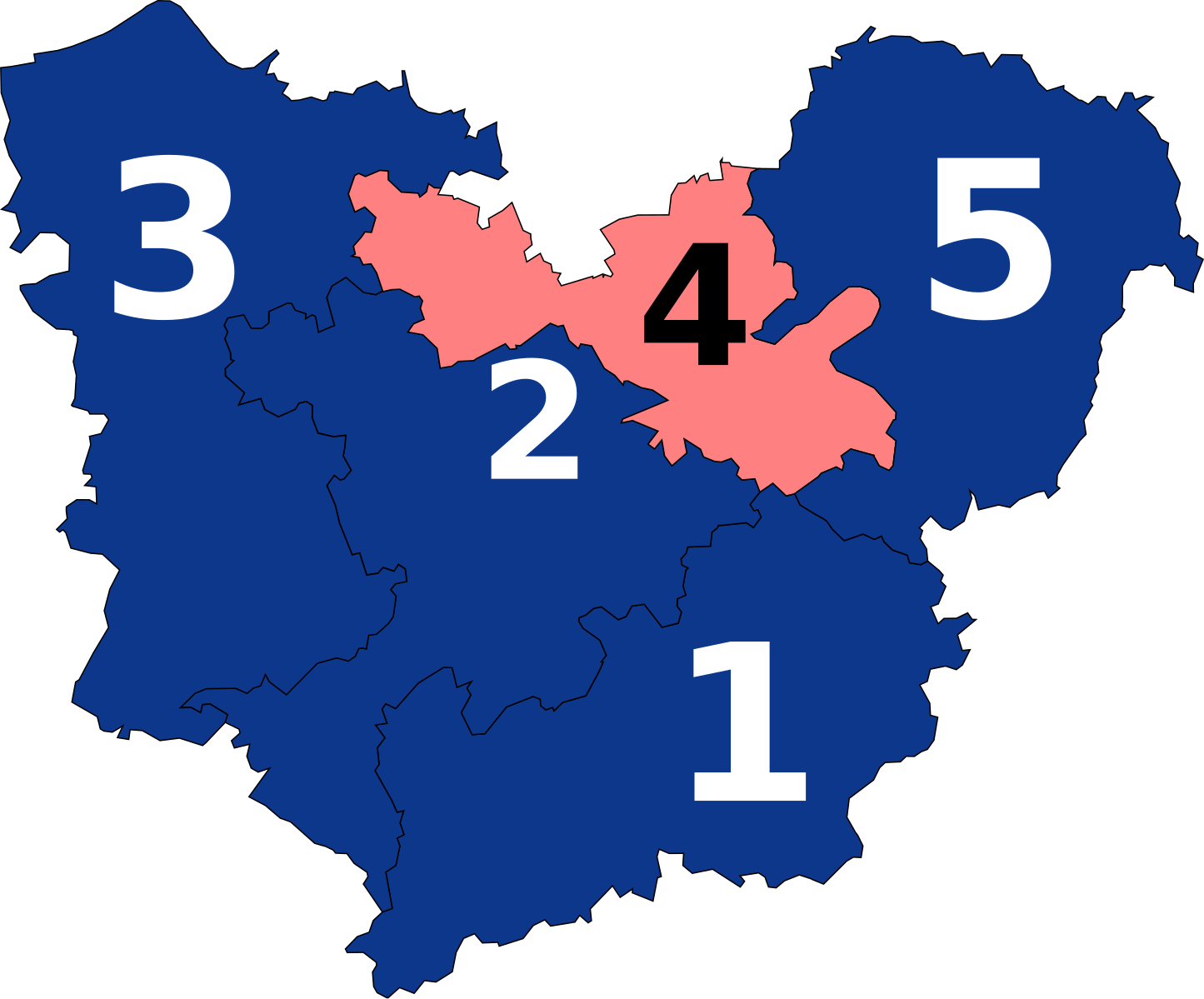
Circonscriptions et affiliations à l'issue des élections de 2024.

| Circ. | Nom                 |  | Parti | Groupe                    | Suppléant                 |
| ----- | ------------------- |  | ----- | ------------------------- | ------------------------- |
| 1re   | Christine Loir      |  | RN    | Rassemblement national    | Benjamin Willoqueaux      |
| 2e    | Katiana Levavasseur |  | RN    | Rassemblement national    | Axel Braie                |
| 3e    | Kévin Mauvieux      |  | RN    | Rassemblement national    | Armelle Gestat de Garambé |
| 4e    | Philippe Brun       |  | PS    | Socialistes et apparentés | Janick Léger              |
| 5e    | Timothée Houssin    |  | RN    | Rassemblement national    | Dylan Cauvin              |

### Sénateurs
| Nom              |  | Parti | Groupe                                                      | Autres mandats (passés ou actuels) |
| ---------------- |  | ----- | ----------------------------------------------------------- | ---------------------------------- |
| Nicole Duranton  |  | LREM  | Rassemblement des démocrates, progressistes et indépendants |                                    |
| Hervé Maurey     |  | UDI   | Les Indépendants - République et territoires                |                                    |
| Kristina Pluchet |  | LR    | Les Républicains                                            |                                    |

### Conseillers départementaux

Cantons et affiliations à l'issue des élections de 2021.

| Canton                    | Conseiller Sortant           | Parti | Parti | Conseiller élu            | Parti | Parti |
| ------------------------- | ---------------------------- | ----- | ----- | ------------------------- | ----- | ----- |
| Les Andelys               | Frédéric Duché               |       | DVD   | Frédéric Duché            |       | DVD   |
| Les Andelys               | Chantale Le Gall             |       | DVD   | Chantale Le Gall          |       | DVD   |
| Bernay                    | Jean-Hugues Bonamy           |       | UDI   | Nicolas Gravelle          |       | DVD   |
| Bernay                    | Valérie Branlot              |       | DVD   | Marie-Lyne Vagner         |       | DVD   |
| Beuzeville                | Jean-Pierre Flambard         |       | DVG   | Thomas Elexhauser         |       | UDI   |
| Beuzeville                | Micheline Paris              |       | DVD   | Micheline Paris           |       | DVD   |
| Bourg-Achard              | Benoît Gatinet               |       | UDI   | Sylvain Bonenfant         |       | DVD   |
| Bourg-Achard              | Marie Tamarelle-Verhaeghe    |       | LREM  | Marie Tamarelle-Verhaeghe |       | LREM  |
| Breteuil                  | Gérard Chéron                |       | LR    | Gérard Chéron             |       | LR    |
| Breteuil                  | Jocelyne de Tomasi           |       | UDI   | Jocelyne de Tomasi        |       | UDI   |
| Brionne                   | Marie-Christine Join-Lambert |       | LR    | Myriam Duteil             |       | DVD   |
| Brionne                   | Jean-Pierre Le Roux          |       | UDI   | Jean-Pierre Le Roux       |       | UDI   |
| Conches-en-Ouche          | Laurence Cléret              |       | DVG   | Claire Lacampagne         |       | LREM  |
| Conches-en-Ouche          | Alfred Recours               |       | LREM  | Marcel Sapowicz           |       | LREM  |
| Évreux-1                  | Stéphanie Auger              |       | LR    | Stéphanie Auger           |       | LR    |
| Évreux-1                  | Ludovic Bourrellier          |       | DVD   | Manuel Ordonez            |       | DVD   |
| Évreux-2                  | Clarisse Juin                |       | UDI   | Karène Beauvillard        |       | LR    |
| Évreux-2                  | Ollivier Lepinteur           |       | LREM  | Nicolas Gavard-Gongallud  |       | DVD   |
| Évreux-3                  | Xavier Hubert                |       | DVD   | Xavier Hubert             |       | DVD   |
| Évreux-3                  | Diane Leseigneur             |       | LR    | Diane Leseigneur          |       | LR    |
| Gaillon                   | Jean-Rémi Ermont             |       | DVG   | Christophe Chambon        |       | DVG   |
| Gaillon                   | Catherine Meulien            |       | PS    | Liliane Bourgeois         |       | DVD   |
| Gisors                    | Perrine Forzy                |       | UDI   | Angèle Delaplace          |       | DVD   |
| Gisors                    | Alexandre Rassaërt           |       | LR    | Alexandre Rassaërt        |       | LR    |
| Grand Bourgtheroulde      | Gaby Lefebvre                |       | LREM  | Nathalie Betton           |       | DVG   |
| Grand Bourgtheroulde      | Bruno Questel                |       | LREM  | Michaël Ono-dit-Biot      |       | PS    |
| Louviers                  | Daniel Jubert                |       | LR    | Daniel Jubert             |       | LR    |
| Louviers                  | Hafidha Ouadah               |       | LREM  | Anne Terlez               |       | Modem |
| Le Neubourg               | Jean-Paul Legendre           |       | LR    | Jean-Paul Legendre        |       | LR    |
| Le Neubourg               | Martine Saint-Laurent        |       | DVD   | Martine Saint-Laurent     |       | DVD   |
| Pacy-sur-Eure             | Cécile Caron                 |       | DVD   | Cécile Caron              |       | DVD   |
| Pacy-sur-Eure             | Pascal Lehongre              |       | LR    | Pascal Lehongre           |       | LR    |
| Pont-Audemer              | Francis Courel               |       | DVG   | Francis Courel            |       | DVG   |
| Pont-Audemer              | Marie-Claire Haki            |       | PS    | Florence Gautier          |       | DVG   |
| Pont-de-l'Arche           | Maryannick Deshayes          |       | EÉLV  | Maryannick Deshayes       |       | EÉLV  |
| Pont-de-l'Arche           | Gaëtan Levitre               |       | PCF   | Arnaud Levitre            |       | PCF   |
| Romilly-sur-Andelle       | Françoise Collemare          |       | LR    | Françoise Collemare       |       | LR    |
| Romilly-sur-Andelle       | Thierry Plouvier             |       | LR    | Thierry Plouvier          |       | LR    |
| Saint-André-de-l'Eure     | José Bridard                 |       | PCF   | Sylvain Boreggio          |       | LR    |
| Saint-André-de-l'Eure     | Andrée Oger                  |       | PCF   | Julie Desplat             |       | DVD   |
| Val-de-Reuil              | Jean-Jacques Coquelet        |       | PS    | Marc-Antoine Jamet        |       | PS    |
| Val-de-Reuil              | Janick Léger                 |       | PS    | Janick Léger              |       | PS    |
| Verneuil d'Avre et d'Iton | Colette Bonnard              |       | DVD   | Colette Bonnard           |       | DVD   |
| Verneuil d'Avre et d'Iton | Michel François              |       | LR    | Michel François           |       | LR    |
| Vernon                    | Catherine Delalande          |       | LR    | Catherine Delalande       |       | LR    |
| Vernon                    | Sébastien Lecornu            |       | LREM  | Sébastien Lecornu         |       | LREM  |

### Conseillers régionaux
Présidence : Hervé Morin (Eure)
|            | Parti | Siège |
| ---------- | ----- | ----- |
| Majorité   |       |       |
|            | DVD   | 4     |
|            | LR    | 3     |
|            | LC    | 2     |
|            | UDI   | 1     |
|            | MoDem | 1     |
| Opposition |       |       |
|            | RN    | 3     |
|            | PS    | 2     |
|            | EÉLV  | 1     |
|            | DVD   | 1     |

### Maires

Carte des 585 communes de l'Eure au 1er janvier 2022.

| Commune      | Maire                     |  | Parti | Élection | Population |
| ------------ | ------------------------- |  | ----- | -------- | ---------- |
| Bernay       | Marie-Lyne Vagner         |  | DVD   | 2020     | 9 801      |
| Évreux       | Guy Lefrand               |  | LR    | 2014     | 48 335     |
| Gisors       | José Cerqueira            |  | DVD   | 2022     | 12 395     |
| Louviers     | François-Xavier Priollaud |  | MoDem | 2014     | 18 347     |
| Pont-Audemer | Alexis Darmois            |  | HOR   | 2022     | 9 950      |
| Val-de-Reuil | Marc-Antoine Jamet        |  | PS    | 2001     | 12 939     |
| Vernon       | François Ouzilleau        |  | DVD   | 2015     | 24 841     |